# 여자 없는 남자
《여자 없는 남자》(Men Without Women)는 1930년에 개봉한 미국의 전쟁 드라마 영화이다. 존 포드가 감독, 제임스 케빈 맥기네스가 각본을 담당하였으며, 프랭크 앨버트슨·J. 패럴 맥도널드 등이 출연하였다.